# Vicente Ten Oliver
Vicente Ten Oliver (València, 19 d'abril de 1966) és un funcionari i polític valencià, diputat al Congrés dels Diputats en la XI i XII legislatures.
És llicenciat en ciències econòmiques i empresarials i màster executiu en Gestió d'empreses per la Universitat Politècnica de València. Treballa com a funcionari del Cos Tècnic d'Hisenda de l'Agència Estatal de l'Administració Tributària, actualment en situació de serveis especials. L'1 de desembre de 2014 es va afiliar a Ciutadans-Partit de la Ciutadania, amb el que fou el número dos de la llista per la província de València a les eleccions generals espanyoles de 2015, i fou elegit diputat, escó que va renovar a les eleccions de 2016.